# Haootia
Haootia ist eine ausgestorbene Tiergattung unsicherer taxonomischer Zuordnung, die im Ediacarium lebte. Bei ihr ist möglicherweise erstmals Muskulatur zu erkennen.

## Etymologie
Die Gattungsbezeichnung Haootia  stammt aus der Sprache der Beothuk. Das Wort Haoot bedeutet Dämon – in Anspielung an die etwas furchteinflössende Erscheinung des Fossils. Der Artname quadriformis setzt sich – in Anbetracht der Vierersymmetrie – aus den lateinischen Wörtern quadri (von quadrus, -a, -um bzw. quattuor=vier) und formis (von fōrma=Form, Gestalt, Figur) zusammen.

## Entdeckung und Erstbeschreibung
Haootia quadriformis wurde im Jahr 2008 von Martin Brasier (University of Oxford) in der turbiditischen unteren Fermeuse-Formation (Saint John’s Group) entdeckt. Typlokalität ist der auf der Bonavista-Halbinsel in Neufundland gelegene Ort Back Cove. Es wurde nur ein Gipsabdruck genommen, da die örtliche Gesetzgebung ein Entfernen des Originals untersagte. Dieser wird jetzt in der Sammlung des Oxford University Museum of Natural History aufbewahrt. Der Holotyp befindet sich nach wie vor an der Nordküste von Back Cove, zirka 1,8 Kilometer nordnordwestlich von Melrose. (Anmerkung: Mittlerweile wurde das Fossil geborgen und wird jetzt im The Rooms Provincial Museum in St. John’s aufbewahrt)
Ein zweites, weniger vollständiges Exemplar kam in der Trepassey-Formation bei Burnt Point auf der Bonavista-Halbinsel zum Vorschein.
Die wissenschaftliche Erstbeschreibung des Fossils erfolgte im Jahr 2014 durch Liu, Matthews, Menon, McIlroy und Brasier.

## Beschreibung
Haootia quadriformis unterscheidet sich fundamental von allen bisher bekannten Fossilien des Ediacariums, da es gebündelte Gewebefasern vorweist, die als Muskelgewebe interpretiert werden. Der gesamte Organismus wird von einer Vierersymmetrie beherrscht. Sein Bauplan stimmt daher im Wesentlichen mit den Schlüsselcharakteristika moderner Nesseltiere (Cnidaria) überein. Der Weichkörperorganismus besitzt an seiner Basis eine kreisförmige Haftscheibe, die über einen relativ kurzen Stiel zum vierseitigen Hauptkörper verbunden ist. Die Dimension der Haftscheibe beträgt 56 × 37 Millimeter (die Abweichung von der Kreisform erklärt sich durch tektonische Verformungen des Sediments). Abgesehen von ein paar konzentrischen Ringen am Rande ist die Scheibe glatt. In ihrem Zentrum erhebt sich ein Ansatzpunkt mit mehreren, eng aneinanderliegenden Ringen. Die Ansatzstruktur misst 9 Millimeter im Durchmesser. Darüber folgt ein 7 Millimeter breiter und 32 Millimeter langer Stiel, der zum Zentrum des vierseitigen Hauptkörpers emporragt.
Der Hauptkörper ist zu einem 49 × 72 Millimeter messenden Rechteck kompaktiert und wird aus einer Vielzahl parallel verlaufender Gewebebündel aufgebaut, die gegenüberliegende Ecken miteinander verbinden. Die einzelnen Fasern sind zwischen 100 und 600 μm breit und liegen in einem Abstand von 0,2 bis 1,0 Millimeter zueinander. Sie zeigen feine Lineationen und strukturieren sich zu Bündeln und parallelen Strängen. Die Stränge können sich gelegentlich wieder aufspalten, nur um etwas weiter wieder zusammenzuwachsen. Die Fasern vereinigen sich an den vier Ecken zu in die Höhe strebenden, sich aufspaltenden Hauptsträngen, die sich kurz vor ihrem Ende erneut zweiteilen. Dass die Hauptstränge biegsam waren, lässt sich an Richtungsänderungen bis zu 180° (in die Strömungsrichtung) und Verdrehungen erkennen.
Von den zwischen den Ecken gelegenen Seiten des viereckigen Körpers gehen ebenfalls kleinere, sich verzweigende Stränge aus.

## Habitat und Lebensweise
Haootia dürfte ein epibenthisch lebender Organismus gewesen sein, der sich von organischer Suspensionsfracht ernährte.

## Taxonomische Stellung

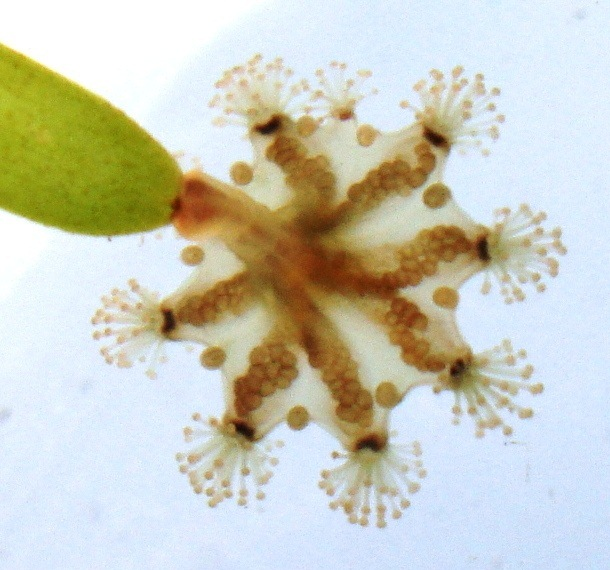
Die Becherqualle Haliclystus octoradiatus mit Achtersymmetrie

Haootia wird auf Grund ihrer Symmetrie und der Muskelstrukturen allgemein als ein zum Stamm der Nesseltiere gehörender Polyp angesehen, eine weitergehende Klassifizierung ist jedoch nicht möglich. Miranda und Kollegen (2015) schlagen neuerdings eine morphologische Affinität zu den benthisch lebenden Stielquallen (Staurozoa) vor. Ein rezentes Beispiel mit sehr ähnlichem Bauplan ist Lucernaria quadricornis.

## Datierung
Die Formationen Neufundlands, in denen Haootia vorkommt, werden auf rund 560 Millionen Jahre BP eingeschätzt.

## Bedeutung
Haootia quadriformis dokumentiert im Fossilbericht möglicherweise das erstmalige Auftreten von Muskelgewebe und wäre demnach der älteste bekannte Vertreter der Eumetazoa. Die bisher ältesten bekannten Muskelgewebe stammen aus dem Unterkambrium (Arthropoden der Sirius-Passet-Faunengemeinschaft und Vertebraten aus Südchina).